# Drassyllus barbus
Drassyllus barbus är en spindelart som beskrevs av Norman I. Platnick 1984. Drassyllus barbus ingår i släktet Drassyllus och familjen plattbuksspindlar. Inga underarter finns listade i Catalogue of Life.